# Millie Gibson
Amelia Eve Gibson, conocida como Millie Gibson, (Gran Mánchester, 19 de junio de 2004) es una actriz británica. Conocida por interpretar el personaje de Kelly Neelan en la telenovela de ITV1 Coronation Street (2019-2022) y por el papel de Ruby Sunday en la serie de ciencia ficción de la BBC Doctor Who (2023-presente).

## Biografía
Gibson nació el 19 de junio de 2004 en Gran Mánchester. Tiene una cicatriz en la ceja derecha por una caída por las escaleras cuando era bebé. Desde la pequeña localidad rural de Broadbottom en el municipio metropolitano de Tameside, donde residía, asistió a la escuela Blue Coat en Oldham. Posteriormente asistió a clases de interpretación en Oldham Theatre Workshop, donde fue descubierta por la agencia de talentos de Manchester Media City, Scream Management, que comenzó a representarla.
En 2017 hizo su debut como actriz de televisión interpretando el papel de Indira Cave en la serie de televisión de CBBC, Jamie Johnson. Luego apareció en la segunda y tercera temporada de la serie, actuando en un total de 17 episodios. En noviembre de 2017, apareció como Mia en el tercer episodio de la serie dramática de BBC One, Love, Lies and Records, y en octubre de 2018, apareció en la serie dramática de tres partes de la cadena ITV, Butterfly, donde dio vida al personaje de Lily Duffy.
En junio de 2019 se unió al elenco de la telenovela de ITV, Coronation Street, en el papel de Kelly Neelan. Apareció originalmente en cinco episodios, después regresó como personaje regular en abril de 2020. Por su interpretación de Kelly, ganó el premio al Mejor Actor Joven en los British Soap Awards de 2022.  También fue nominada a Mejor Actriz en los premios Inside Soap ese mismo año. En agosto de 2022, se anunció que Gibson había decidido dejar la telenovela y que lo haría más adelante ese mismo año. Hizo su última aparición en pantalla como Kelly el 23 de septiembre de 2022.
En noviembre de 2022, se anunció durante el teletón anual Children in Need de la BBC que Gibson se uniría al elenco de la serie de ciencia ficción, Doctor Who, en 2023 como Ruby Sunday, la compañera del Decimoquinto Doctor, interpretado por Ncuti Gatwa. Hizo su debut en la serie en el especial de Navidad de 2023, «The Church on Ruby Road», y continuará en el papel durante la decimoquinta temporada en 2025, junto a Gatwa y con la actriz Varada Sethu uniéndose al elenco.

## Filmografía

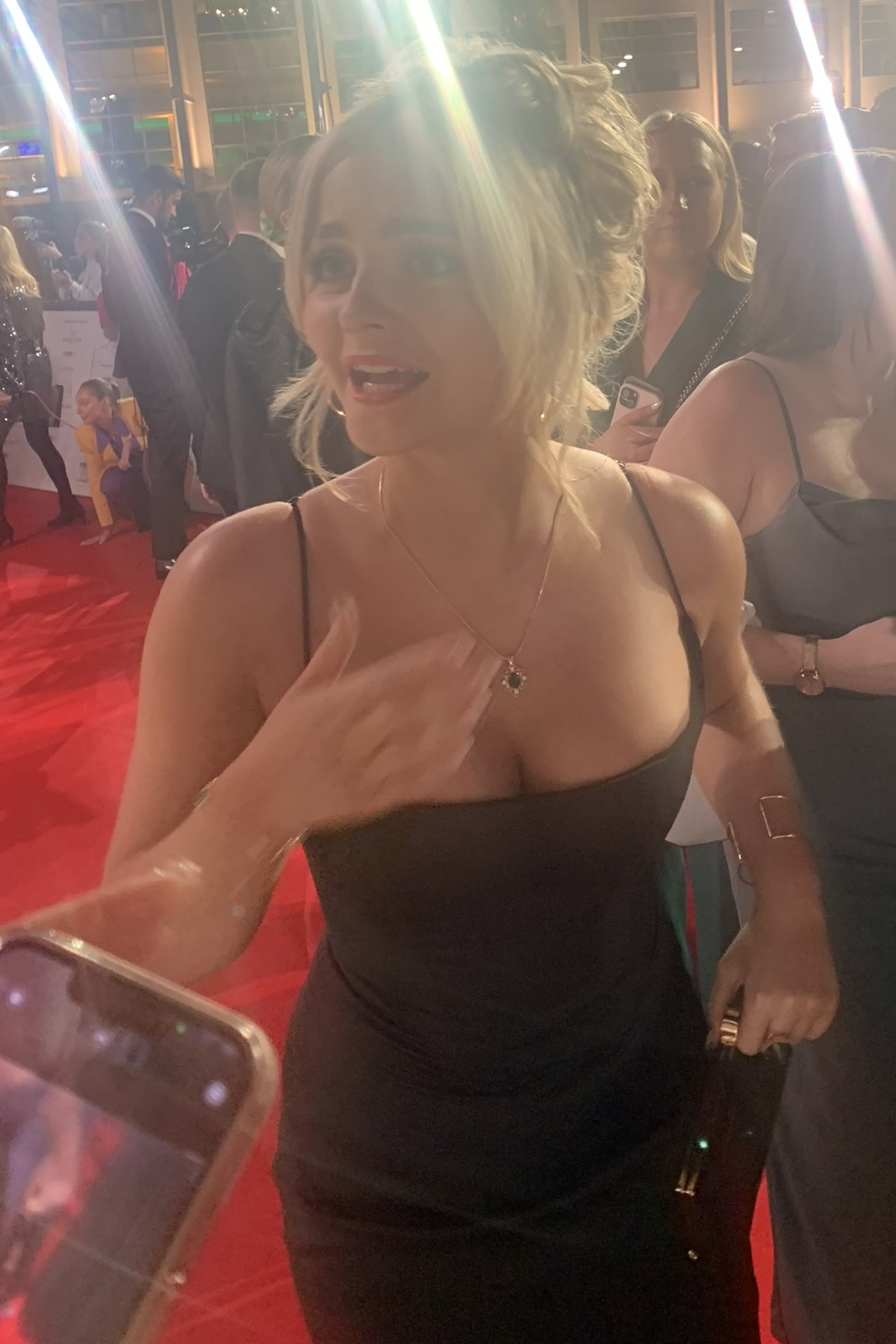
Millie Gibson en los National Television Awards en octubre de 2022.

| Año           | Título                 | Papel        | Notas                         | Ref.   |
| ------------- | ---------------------- | ------------ | ----------------------------- | ------ |
| 2017–2018     | Jamie Johnson          | Indira Cave  | Papel principal; 16 episodios | [ 7 ]  |
| 2017          | Love, Lies and Records | Mia          | Episodio #1.3                 | [ 9 ]  |
| 2018          | Butterfly              | Lily Duffy   | Papel principal; 3 episodios  | [ 12 ] |
| 2019–2022     | Coronation Street      | Kelly Neelan | Papel regular; 172 episodios  | [ 13 ] |
| 2023–presente | Doctor Who             | Ruby Sunday  | Papel principal; 9 episodios  | [ 22 ] |
| —             | The Forsyte Saga       | Irene        | Rodandose                     | [ 24 ] |

## Teatro
| Año  | Título            | Papel      | Teatro                  | Ref.   |
| ---- | ----------------- | ---------- | ----------------------- | ------ |
| 2015 | Eyam              | Joy Foster | Oldham Coliseum Theatre | [ 25 ] |
| 2015 | Comfort and Joy   | Grace      | Oldham Theatre Workshop | [ 25 ] |
| 2019 | Prom! The Musical | Lisette    | Oldham Coliseum Theatre | [ 26 ] |

### Radio
| Año  | Título                                           | Papel       | Producción  | Notas       | Ref.   |
| ---- | ------------------------------------------------ | ----------- | ----------- | ----------- | ------ |
| 2018 | Me Myself I                                      | Esme        | BBC Radio 4 |             | [ 27 ] |
| 2019 | Stone: Retribution - The Unravelling of a Murder | Alice Stone | BBC Radio 4 | 5 episodios | [ 28 ] |

## Premios y nominaciones
| Año  | Premio                     | Categoría                | Trabajo nominado  | Resultado | Ref.   |
| ---- | -------------------------- | ------------------------ | ----------------- | --------- | ------ |
| 2022 | The British Soap Awards    | Best Young Performer     | Coronation Street | Ganadora  | [ 29 ] |
| 2022 | National Television Awards | Serial Drama Performance | Coronation Street | Nominada  | [ 30 ] |
| 2022 | Inside Soap Awards         | Best Actress             | Coronation Street | Nominada  | [ 18 ] |
| 2022 | I Talk Telly Awards        | Best Soap Performance    | Coronation Street | Nominada  | [ 31 ] |